# Piergiorgio Colautti
Piergiorgio Colautti (Roma, 16 de octubre de 1934) es un moderno pintor y escultor italiano que vive y trabaja en Roma. Es conocido por su propio estilo distintivo, algunas veces etiquetado como "Hiperfuturismo", en el que los elementos figurativos son entrelazados y sumergidos por símbolos que reflejan un mundo tecnológico que es moderno y frío.

## Vida y obras
Piergiorgio (Pio Giorgio) Colautti nació en una familia de escultores. Cuando la Segunda Guerra Mundial comenzó, él se mudó a Veneto en donde asistió a la escuela de diseño y trabajó y socializó con los más grandes pintores Venecianos. Sus trabajos fueron presentados al público primeramente como parte de las exhibiciones en Pordenone, Venecia y Mestre. Entonces el tomó parte en las exhibiciones que tuvieron lugar en Ancona y Macerata, hacia donde se mudó en 1955. En 1958, Colautti regresó a Roma en donde asistió a la Escuela de Artes Ornamentales de Roma en Via San Giacomo. Al mismo tiempo, junto con otros artistas, Colautti presentó sus trabajos en la exposición de Via Margutta.
En Roma su talento fue reconocido por Alberto Ziveri, quien fue su tutor y mentor por 5 años. Fue Ziveri quien empujó a Piergiorgio a decidirse a realizar exhibiciones personales. Su primera exhibición personal ocurrió en 1958 en la Galería de Arte de "La Scaletta", en la que las más grandes celebridades de "La Escuela Romana" hicieron su primera entrada "en sociedad". Colautti ha exhibido en Francia, EE. UU., Italia, Canadá, Alemania, Gran Bretaña, etc.
Además de las pinturas, Colautti practicó los frescos, las pinturas amuralladas, la litografía y las esculturas. También, inspirado por los trabajos de su famoso abuelo, Arturo Colautti, Piergiorgio sigue el camino periodístico. Sus artículos sobre los rigores de la vida del artista profesional fueron y siguen siendo publicados por "Inciucio", una versión italiana de bajo presupuesto de la revista People. Adicional a esto, en 1982 su poesía fue publicada en la colección de poemas titulados "L'altra alternativa" 
Sus trabajos se encuentran en muchas colecciones privadas y públicas tanto en Italia como fuera de ella.

## Exposiciones

### Exposiciones individuales
- 1962: Galleria di San Luca - Roma
- 1963: Galleria comunale d'arte moderna e contemporánea - Roma
- 1964: Galleria Porfiri - Roma
- 1965, 1967, 1972: Galleria Secolo XIX - Roma
- 1966: Galleria La Scaletta - Roma
- 1968, 1971: Galleria Il Pozzo - Città di Castello
- 1969: Galleria Tritone al Nazareno - Roma
- 1970: Circolo di Cultura Popolare Monte Sacro - Roma
- 1971: Art Gallery "Ponte Sisto" - Roma
- 1973: Galleria d'arte "Il Trifalco" - Roma
- 1976: Expo New York - Nueva York
- 1976, 1978: "Circolo Cittadino" - Alba Adriatica
- 1978: "Expo Arte Bari" - Bari
- 1978: Palazzo Comunale San Remo - San Remo
- 1979: Galleria "Magazzeni" - Giulianova
- 1980: Fiera del Turismo di Stoccarda - Stuttgart en Alemania
- 1980, 1982: Galleria "Lo Scanno" - L'Aquila
- 1981: Galleria d'Arte Contemporánea "Studio C" - Roma
- 1983, 1984: Galleria "La Banana" - Martinsicuro
- 1983: Galleria Palazzo Comunale Tortoreto - Tortoreto
- 1985: Galleria "Ghelfi" - Verona
- 1985: Galleria Sistina - Roma
- 1986: Galleria D'Urso - Roma
- 1987: Galleria Comunale Palazzo Esposizioni - Roma
- 1988: Personale Fiera di Roma - Roma
- 1988: Galleria Palazzo Valentini - Roma
- 1989: Castello Cinquecentesco - L'Aquila
- 1990: Galleria d'Arte 28 - Roma
- 1991: Galleria Palazzo Camerale Allumiere - Allumiere
- 1992: Associazione Friuli nel Mondo - Roma
- 1994: Galleria Palazzo Camerale Allumiere - Allumiere
- 1995: Scuola Comunale Allumiere - Allumiere
- 1995: Palazzo del Turismo Terminillo - Rieti
- 1996: Palazzo Comunale Tortoreto Lido - Tortoreto

### Exposiciones colectivas
- 1963: Galleria Sistina - Roma
- 1964: Mostra Nazionale d'Incisione - Cagliari
- 1964: Mostra Mercato Nazionale d'Arte Contemporánea - Roma
- 1964, 1965: Mostra Concorso Arti Figurative - Roma
- 1965: Exposición de Fiesole - Fiesole
- 1965: Exposición de Puccini - Ancona
- 1965: Exposición de Prato - Prato
- 1966: Exposición de Pittori Romani - Arezzo
- 1966: Galleria D'Urso - Roma
- 1967: Exposición de ACLI, Galleria Comunale - Roma
- 1967: Galleria Laurina - Roma
- 1967-1972: Permanente Galleria Scaligera - Montecatini Terme
- 1967-1972: Exposición en Città di Castello
- 1969: Exposición en Salsomaggiore Terme
- 1969: Exposición de Italian painters - Canadá
- 1969: Exposición de Italian Landscape - Nueva York
- 1969: Collective Contemporary Painters - Avignon, Paris, Marseille
- 1969: Biennale d'Arte Contemporánea - Monterotondo
- 1971: Exposición de Mario Sironi - Nápoles
- 1971: Colectiva Pintores Contemporáneos - Feria de Milán - Milán
- 1971: Exposición Nacional de Prato
- 1971: Exposición Nacional de Cavazzo - Módena
- 1972: Exposición "Natale oggi" - Roma
- 1972: Esposizione Internazionale Canina - Sanremo
- 1972: Mostra firme celebri - Alassio
- 1972: Galería de arte "Ponte Sisto" - Roma
- 1972: Exposición en Cortina d'Ampezzo
- 1972: Exposición de Rotavact Club - Lucca
- 1972: Exposición de Gráfica - Arezzo
- 1972: Exposición en Santa Margherita Ligure
- 1977: "Omaggio a San Francesco nel 750 anniversario della morte" - Assisi
- 1977, 1978: "Festival nazionale d'Arte Grafica" - Salerno
- 1978: Premio "Siena" - Siena
- 1978: VI Biennale d'Arte Palazzo Reale - Milán
- 1979: Mostra "Lazio 79" - Roma
- 1979: Mostra "Premio Spoleto" - Spoleto
- 1979: Mostra "Premio Norcia" - Norcia
- 1979: Premio "Unicef" - Galleria "Capricorno" - Roma
- 1979: "La donna nell'Arte" - Galleria "Capricorno" - Roma
- 1979: "Arte Giovane, Resistenza, Attualità" - Domodossola
- 1980: "Arte e Ferrovia" - Bolonia
- 1981, 1989, 1992: "Premio Salvi" - piccola Europa - Sassoferrato (AN)
- 1982: "Expo di Bari" - Bari
- 1982, 1985: "Expo Tevere" - Roma
- 1984: "Expo Arte" - Bari, Basel y en Nueva York
- 1983: "III Biennale d'Arte" - La Spezia
- 1984: "VI Biennale d Arte Palazzo Reale" - Milán
- 1985: "VII Biennale d'Arte" - Gabrovo, Bulgaria
- 1985: Premio Santià - Santhià
- 1985: Arte e Sátira Política - Gabrovo, Bulgaria
- 1986: Arte e Umorismo nell'Arte - Tolentino
- 1987: "V Biennale d'Arte" - La Spezia
- 1988: Mostra Nazionale D'Arte Santià - Santhià
- 1990: Festival della Sátira Política - Gabrovo, Bulgaria
- 1991: XV Biennale Internazionale dell'Umorismo nell'Arte Tolentino - Tolentino
- 1992: Triennale Internazionale Scultura Osaka - Osaka, Japón
- 1993: Triennale Internazionale Pittura Osaka - Osaka, Japón
- 1994: Galleria "Magazzeni" - Giulianova
- 1995: Galleria d'Arte Contemporánea "Studio C" - Roma
- Quadriennale d'Arte di Roma - Roma
- Mostra Nazionale Cavasso - Módena
- Mostra (Asta) Finarte - Milán

## Obras de arte en los museos

### En Italia
- Omaggio a San Francesco nel 350 della pinacoteca di Assisi
- Museo Ebraico di Arte Contemporánea - Roma
- Museo Agostinelli - Acilia (Roma)
- Museo Madonna del Divino Amore (Roma)
- Pinacoteca dell'Antoniano - Bologna
- Alassio - Muretto degli artisti
- Pinacoteca Comune di Albano di Lucania - Potenza
- Museo della Resistenza di Domodossola - Novara
- Museo della Pinacoteca Comunale - Roseto degli Abruzzi (Teramo)
- Museo della Pinacoteca Comunale di Giulianova - Teramo
- Pinacoteca del Comune di Tortoreto - Teramo
- Pinacoteca del Comune de L'Aquila
- Pinacoteca del Comune di Tolentino - Macerata
- Pinacoteca del Comune di Rieti
- Pinacoteca di Arte contemporánea di Povoleto (Udine)

### En el extranjero
- Casa del Humor y la Sátira en Gabrovo - Bulgaria
- Bertrand Russell Foundation Art Gallery - Universidad de Cambridge (Reino Unido)
- Tradiciones Populares Museo de Bucovina - Rumania
- Nueva Galería Estatal de Stuttgart - Alemania

## Premios seleccionados
- 1963: Premio Targa D'Argento come fondatore del gruppo Gli Ellittici
- 1968: Premio, Montecatini Terme
- 1969: Premio y Medalla de Oro, Salsomaggiore Terme
- 1970: Mostra Collettiva, Parco dei Principi - Roma
- 1970: Medalla de Oro, Fiano Romano
- 1972: Medalla de plata, P. Schweitzer - Módena
- 1973: Medalla de Oro, Comune di Cortina d'Ampezzo - Cortina d'Ampezzo
- 2012: Premio Van Gogh, Accademia Delle Avanguardie Artistiche - Palermo

## Cotizaciones y comentarios de los críticos
- Gaetano Maria Bonifati[5][6][7]
- Maurizio Calvesi[8]
- Virgilio Guzzi[8][9]
- Stanislao Nievo[10][11]
- Mario Penelope[9][11][12]
- Guido Della Martora[5][12][13]
- Mario Monteverdi[5][11][12][13]
- Ugo Moretti[5][11][12][13]
- Gianni Gaspari (TG2)[9][13]
- Duilio Morosini[7][8]
- Sergio Massimo Greci[3][14]
- Mario Forti (GR3)[9]
- Anna Iozzino[15]
- C. Norelli[5][12][13]
- Augusto Giordano[9][13]
- De Roberti[5][12][13]
- Vittorio Adorno[9]
- Francesco Boneschi[9]
- Federico Menna[9][12]
- S. Di Dionisio[9]
- P.A. De Martino[9]
- Giulio Salierno[9][11]
- Elio Mercuri[8]
- Dario Micacchi[8]